# Canato de Cazã
O Canato de Cazã (tártaro: Qazan xanlığı; russo: Казанское ханство) foi um Estado tártaro originário da fragmentação da Horda de Ouro e que existiu entre 1438 e 1552. Situado no território da antiga Bulgária do Volga, tinha como capital a cidade de Cazã. Em seu apogeu abrangia terras dos atuais Tartaristão, Tchuváchia, Mari El, Mordóvia e partes da Udmúrtia e Basquíria.
Foi fundado em 1438 por Olugue Maomé Cã. A sua religião oficial era o Islamismo. Uma teoria alternativa sugere que entre o final do século XIV e começo do século XV, os antigos territórios da Bulgária do Volga tentaram reconquistar um certo nível de independência. O principado era auto-governado e mantido por uma dinastia de governantes búlgaros. Eis que Olugue Maomé usurpou o trono com o auxílio da nobreza local. Especula-se que a transferência de poder foi finalizada em 1445 por Mamude, filho de Maomé.
O Canato de Cazã foi muitas vezes atormentado por turbulências civis e disputas pelo trono. Os cãs foram substituídos 19 vezes em 115 anos, alguns governando duas ou três vezes. Por vezes o cã era eleito de nobres de Cazã ou pelos gengiscânidas e por vezes pelos próprios cidadãos.
A política externa do Canato de Cazã foi fortemente influenciada pela Moscóvia, o Grão Ducado da Lituânia e o Canato da Crimeia. Em 1487 os russos ocuparam a cidade de Cazã, porém rapidamente se retiraram. Durante a guerra contra a ocupação russa (1552-1556) Mixatamaque e Chalem se tornaram capitais do Canato de Cazã.
Em 1552 o canato foi conquistado por Ivã IV da Rússia. Em retaliação, Devlet Giray, cã da Crimeia, atacou Moscou.

## População e geografia do Canato

Mapa do Canato de Cazã, na década de 1540.

O território do Canato de Cazã abrangia as terras povoadas por búlgaros muçulmanos Bolgar, Cükätäw, Cazã, Qaşan, ducados e outras terras que originalmente faziam parte da Bulgária do Volga. A maioria da população consistia de Tártaros de Cazã (muçulmanos que adotaram o idioma tártaro). Sua identidade não era apenas tártara; muitos se identificavam simplesmente como muçulmanos ou o povo de Cazã. De acordo com a tradição gengiscânida, as tribos turcas locais eram ainda chamadas de Tártaras pela nobreza das estepes e depois, pela elite russa. Esta nobreza feudal local era composta por búlgaros étnicos, porém os guarda-costas dos cãs de Cazã pertenciam de Tártaros da estepe, tais como quipechaques e depois Nogais, que viviam em Cazã. A alta nobreza era ainda advinda da Horda de Ouro. Incluía membros de 4 famílias:
Arghyn, Baryn, Qypchaq e Shirin. Territórios submetidos incluíam terras maris, tchuvases, mordvins, Tartar-Mishar, udmurtes e bachquires e as áreas da estepe da Bulgária do Volga. Perm e algumas das tribos komis ainda eram incorporadas ao Canato. As terras colonizadas pelos Mishares, que chegaram na região durante o período da Horda de Ouro, também foram colonizados por Mordvins fineses e burtas, que mais tarde foram assimilados na população residente mishar. Seu território era governado pelos antigos tártaros da estepe. Alguns dos ducados mishares nunca se juntaram a Cazã, em vez disso se juntando ao Canato Qasim ou a Rússia. Fontes russas constatam que aproximadamente cinco idiomas eram usados no Canato de Cazã. O primeiro era o idioma tártaro (consistindo do dialeto médio dos Tártaros de Cazã, antigos búlgaros muçulmanos) e o dialeto ocidental dos mishares (antigos tártaros da estepe que falavam idiomas quipechaques). A língua tchuvase era descendente do idioma Bolgar, o qual era falado ao longo da Tchuváchia pagã. O idioma Bolgar ainda influenciou fortemente o dialeto médio do idioma tártaro. Um terceiro idioma era possivelmente o Mari, idiomas Mordvins e a língua Basquir, que também se originaram dos idiomas Bolgar e quipechaque. Os principais rios do Canato eram o Volga, o Kama e o Vyatka, assim como as grandes rotas comerciais. A maior parte do território do Canato era coberto por florestas, sendo apenas a região sul consistindo de estepes.
Os Urais ocidentais também estavam sob controle de Cazã.

## Economia
A população urbana do Canato produzia mercadorias de argila, madeira e artefatos metálicos, couro, armaduras, arados jóias. As principais cidades eram Cazã, Arça, Cükätaw, Qaşan, Çallı, Alat e Cöri. A população urbana também comercializava com os povos da Ásia Central, Cáucaso e Rússia. No século XVI, a Rússia se tornou o principal parceiro comercial de Cazã, e o Canato participou do sistema econômico utilizado pelos russos. Os grandes mercados eram Taşayaq Bazaar em Cazã e a ilha Markiz, no rio Volga. Propriedades agrícolas eram feitas pelo söyurğal e estatutos hereditários.

## Sociedade
O Estado era governado pelo cã. Suas ações eram baseada nas decisões e conselhos do concílio do gabinete divã.
A nobreza incluía bäk (beg), ämir (emir), e o morza (murza). Cargos militares consistiam de uğlan (ulan), bahadir, içki (ichki). Clérigos muçulmanos também desempenhavam um papel importante. Estavam divididos entre säyet (seid), şäyex (sheikh), qazí (qazi), e imames. Os ulemás desempenhavam um papel judicial, e mantinham os madraçais e maktabs (escolas). A maioria da população era dos qara xalıq (povo negro): Uma população livre muçulmana, que viviam nas terras do Estado (a denominação "negro" na cultura turca era comummente utilizada para se referir a pessoas comuns, e não uma denominação racial). As terras feudais eram em sua maioria povoadas por çura (servos). Prisioneiros de guerra eram comummente vendidos para a Turquia ou Ásia Central. Ocasionalmente eles eram vendidos pelo Canato como escravos (qol) e em algumas ocasiões eram estabelecidos em terras feudais para depois se tornar um çura. A população não-muçulmana do Canato era obrigada a pagar o yasaq.

## Divisão administrativa
O Canato era dividido em 5 daruğa: Alat, Arça, Gäreç, Cöri e Nuğay. O termo daruğa significa direção. Os daruğa substituíram alguns ducados dos quais o Canato se originou. Alguns senhores feudais tentaram se libertar de Cazã, porém tais tentativas foram depois suprimidas.

## Forças militares
As forças militares do Canato de Cazã eram compostas por armamentos e homens vindos das darughas e terras submetidas, guardas dos cãs, e as tropas da nobreza. O verdadeiro número de soldados nunca foi constante, variando entre 20 e 60 milhares. Tropas vindas da Horda Nogai, da Crimeia e até da própria Rússia também chegaram a servir aos cãs de Cazã.
Para defender os muros de Cazã foram utilizadas armas de fogos tais como arcabuzes.